# Ippolit W. Romanow
Ippolit W. Romanow war ein russischer Hersteller von Automobilen.

## Unternehmensgeschichte
Der Elektroingenieur Ippolit Wladimirowitsch Romanow gründete 1899 das Unternehmen in Sankt Petersburg und begann mit der Entwicklung von Automobilen. 1900 begann die Produktion. Der Markenname lautete Romanow. 1901 endete die Produktion.

## Fahrzeuge
Bei den Fahrzeugen handelte es sich um Elektroautos. Je ein Elektromotor trieb ein Vorderrad an. Die Hinterräder wurden gelenkt. Für den Einsatz als Taxi gab es zwei Karosserieformen: eine offene und eine geschlossene, hergestellt durch Frese & Co. Der Fahrer war in beiden Fällen hinter den Passagieren platziert. Die Höchstgeschwindigkeit war mit 38 km/h angegeben.
Im Februar 1901 stellte das Unternehmen einen Omnibus vor. Er verfügte über 8 Sitz- und 17 Stehplätze im Inneren sowie 2 bis 3 Stehplätze auf der hinteren Plattform. Der Radstand betrug 265 cm, die Fahrzeuglänge 350 cm, die Fahrzeugbreite 200 cm und die Fahrzeughöhe 270 cm. Das Fahrzeug wog 1600 kg. Jeder der Motoren leistete 6 PS. Die Höchstgeschwindigkeit war mit 11 bis 19 km/h und die Reichweite mit 60 km angegeben.

## Einschienenbahn

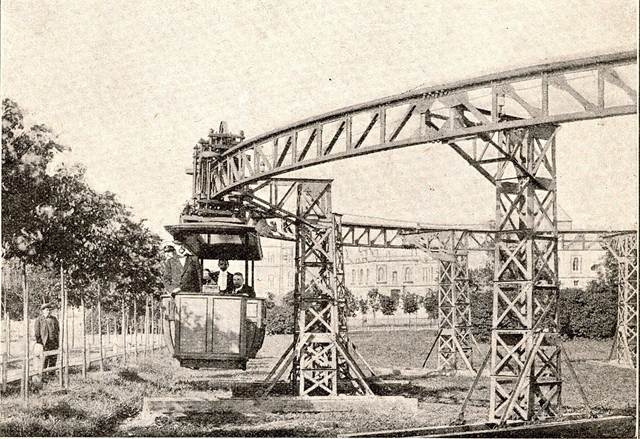
Einschienenbahn in den Gärten von Gattschina

Ippolit Romanov erhielt von der kaiserlichen Familie die Erlaubnis, eine aufgeständerte Einschienenbahn in den Gärten von Gattschina zu errichten und erhielt dafür die Unterstützung von der Kaiserlich Russischen Technischen Gesellschaft. Die im viktorianischen Stil erbaute Einschienenbahn wurde im Juni 1900 für den Publikumsverkehr eröffnet.